# Plan Germania

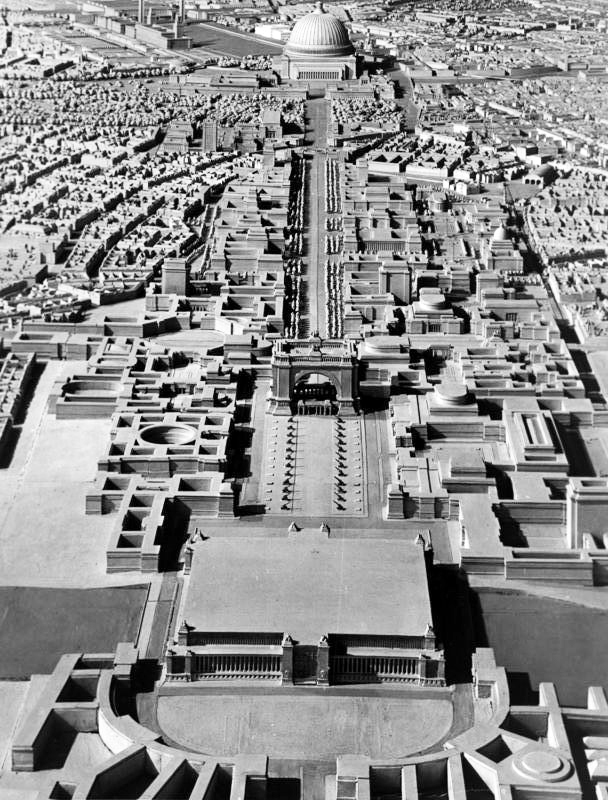
Makieta Germanii

Plan Germania, także Welthauptstadt Germania – plan przebudowy Berlina pod nazistowskim przewodnictwem. Była to część wizji Adolfa Hitlera dotycząca przyszłych Niemiec po oczekiwanym zwycięstwie w II wojnie światowej. Albert Speer, nazywany „pierwszym architektem Trzeciej Rzeszy”, stworzył wiele planów przebudowy miasta, lecz tylko ich niewielka część została zrealizowana w latach 1937–1943.
Niektóre z projektów takie jak np. budowa wielkiej osi Wschód-Zachód, która miała rozszerzyć Charlottenburger Chaussee (dzisiaj Strasse des 17. Juni), oraz umieszczenie berlińskiej kolumny zwycięstwa w centrum, daleko od Reichstagu, gdzie pierwotnie stała, zostały pomyślnie zrealizowane. Inne projekty, jak np. budowa Wielkiej Hali, zostały odłożone z powodu rozpoczęcia wojny. Wiele starych budynków zostało wyburzonych, aby zrobić miejsce pod planowane budowle.

## Pochodzenie nazwy
Połączona nazwa „Welthauptstadt Germania” dla projektu architektonicznego po raz pierwszy pojawiła się we wspomnieniach Alberta Speera w książce Inside the Third Reich z 1969. Chociaż nazwa ta nie pojawia się w żadnym oficjalnym dokumencie z okresu III Rzeszy i nie została nigdy użyta nawet przez Adolfa Hitlera, to pomimo to stała się ona synonimem dla architektonicznych planów przebudowy Berlina, które nosiły nazwę: Gesamtbauplan für die Reichshauptstadt.
Termin Welthauptstadt (Stolica Świata) zostało użyte przez Hitlera w Wilczym Szańcu. Cytat pochodzi z książki Wernera Jochmanna Adolf Hitler. Monologe im Führerhauptquartier 1941–1944.

Jako stolica świata Berlin powinien być porównywalny tylko ze starożytnym Egiptem, Babilonem i Rzymem! Czym jest Londyn, czym jest Paryż w porównaniu z tym!.

Nazwa Welthauptstadt została wybrana, ponieważ w tamtym czasie uważano berlińską architekturę za zbyt prowincjonalną i chciano, aby Berlin był zbudowany z jeszcze większym rozmachem niż inne europejskie stolice, tj. Paryż, Londyn, a w szczególności Rzym.

## Monumentalna architektura
Pierwszym krokiem w tych planach był Stadion Olimpijski w Berlinie wybudowany na olimpiadę w roku 1936. Stworzenie tego stadionu przyczyniło się do wzrostu prestiżu rządu narodowych socjalistów. Dużo większy stadion miał zostać wybudowany w Norymberdze na terenie przeznaczonym do organizacji zjazdów partii. Stadion miał pomieścić 400 tys. osób, wykopano fundamenty pod stadion, lecz jego budowę zawieszono z powodu wybuchu wojny. Gdyby został wybudowany, byłby największym stadionem na świecie. Speer zaprojektował także Nową Kancelarię Rzeszy, w której znajdowała się m.in. sala dwa razy większa niż Sala Lustrzana w Wersalu. Hitler chciał od Speera zaprojektowania trzeciej kancelarii, lecz prace nad nią nigdy się nie rozpoczęły. Druga kancelaria została zniszczona przez Armię Czerwoną w 1945.

### Aleja Wspaniałości
Prawie żaden z innych planowanych budynków dla Berlina nie został zbudowany. Berlin miał zostać zreorganizowany wzdłuż centralnej 5-kilometrowej alei znanej jako Prachtallee (Aleja Wspaniałości). Biegłaby ona z południa, krzyżując się z osią Wschód-Zachód nieopodal Bramy Brandenburskiej, podążając kursem dawnej Siegesallee przez dzielnicę Tiergarten i prowadząc do zachodniego obszaru od lotniska Tempelhof. Ta nowa oś Północ-Południe miała służyć paradom wojskowym i byłaby zamknięta dla ruchu samochodowego. Pojazdy zamiast tego miałyby jeździć autostradą bezpośrednio pod aleją. Istniejące do dziś fragmenty tunelu autostradowego figurują w rejestrze zabytków. Żadne prace nie rozpoczęły się na powierzchni, chociaż Speer przeniósł Siegesallee do innej części Tiergarten w 1938, przygotowując miejsce pod budowę alei.
Plan był także nazwą dla budynków dwóch nowych wielkich stacji kolejowych. Nowe stacje miały być zbudowane przy okrężnej linii kolejowej miejskiej (S-Bahn-Ring) z Nordbahnhof w Weddingu i większym Südbahnhof na Schönebergu na południowym końcu alei, w miejscu gdzie dziś znajduje się dworzec Berlin Südkreuz.

### Wielki Plac i Wielka Hala

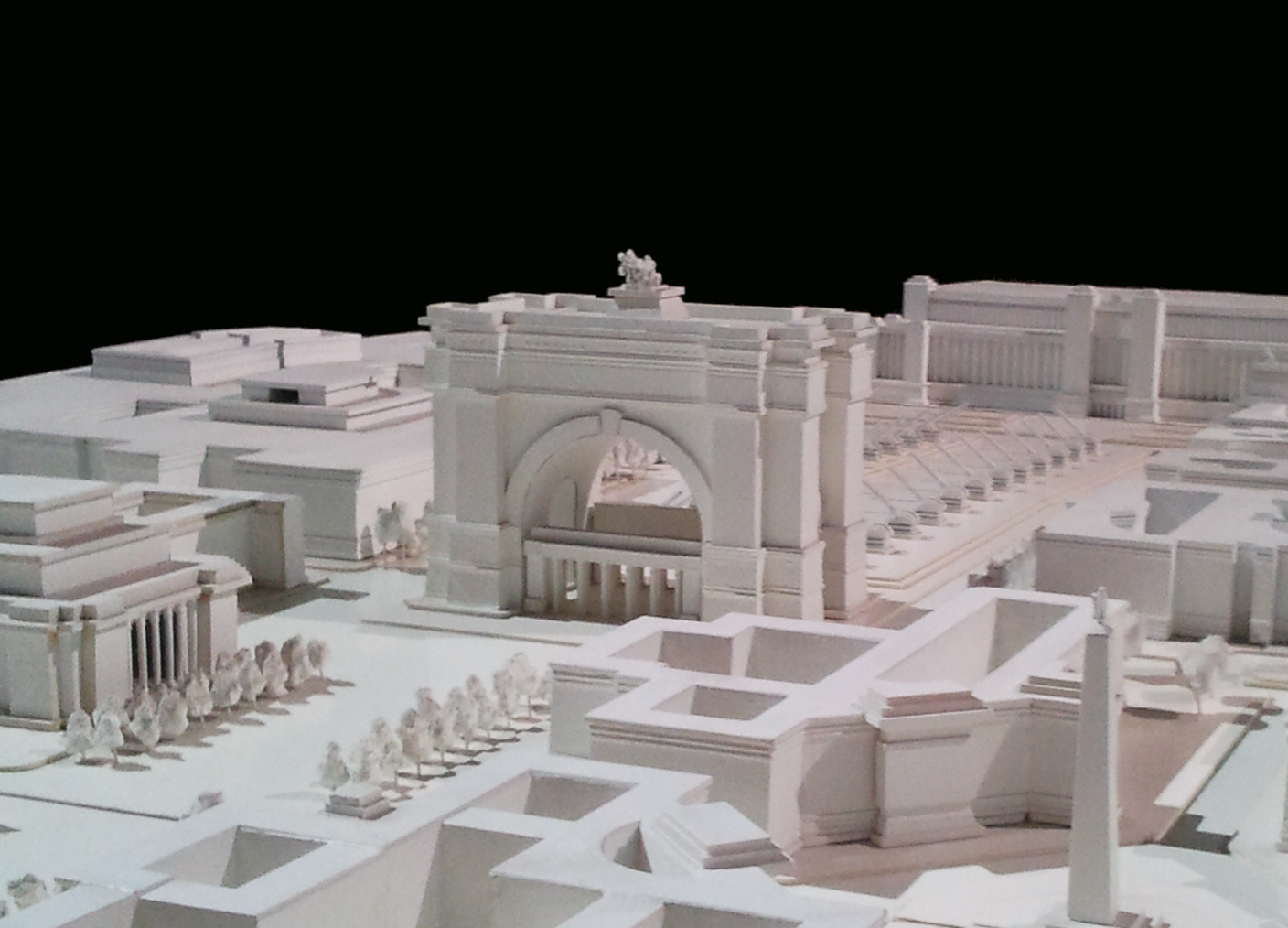
Monumentalny Łuk Triumfalny

Na północnym końcu alei po stronie Königsplatz (obecnie Plac Republiki) miał powstać wielki otwarty dla wszystkich plac znany jako Großer Platz, którego powierzchnia miała wynieść około 350 tys. metrów kwadratowych. Plac miał być otoczony przez największe budynki z pałacem Führera po stronie zachodniej w miejscu po byłej Operze Krolla, budynkiem Reichstagu z 1894 po stronie wschodniej oraz siedzibami trzeciej Kancelarii Rzeszy i najwyższego dowództwa niemieckiej armii po stronie południowej (z tej samej strony z której miało być wejście od Alei Wspaniałości). Północną stronę placu miała obejmować rzeka Sprewa.
Speer planował wybudowanie budynku, który byłby chlubą Berlina. Według planów miała to być Wielka Hala zaprojektowana przez samego Hitlera. Gdyby została wybudowana, byłaby największym budynkiem o charakterze zamkniętym na świecie. Budynek miał osiągnąć 200 metrów wysokości, 250 metrów obwodu kopuły, pomieścić 180 tysięcy ludzi. Mimo wybuchu wojny pozyskano teren pod budowę i wykonano plany inżynieryjne.

### Łuk Triumfalny
Na południowej alei miał stanąć Łuk Triumfalny wzorowany na paryskim łuku, lecz dużo większy – miał osiągnąć 100 metrów wysokości.

### Schwerbelastungskörper

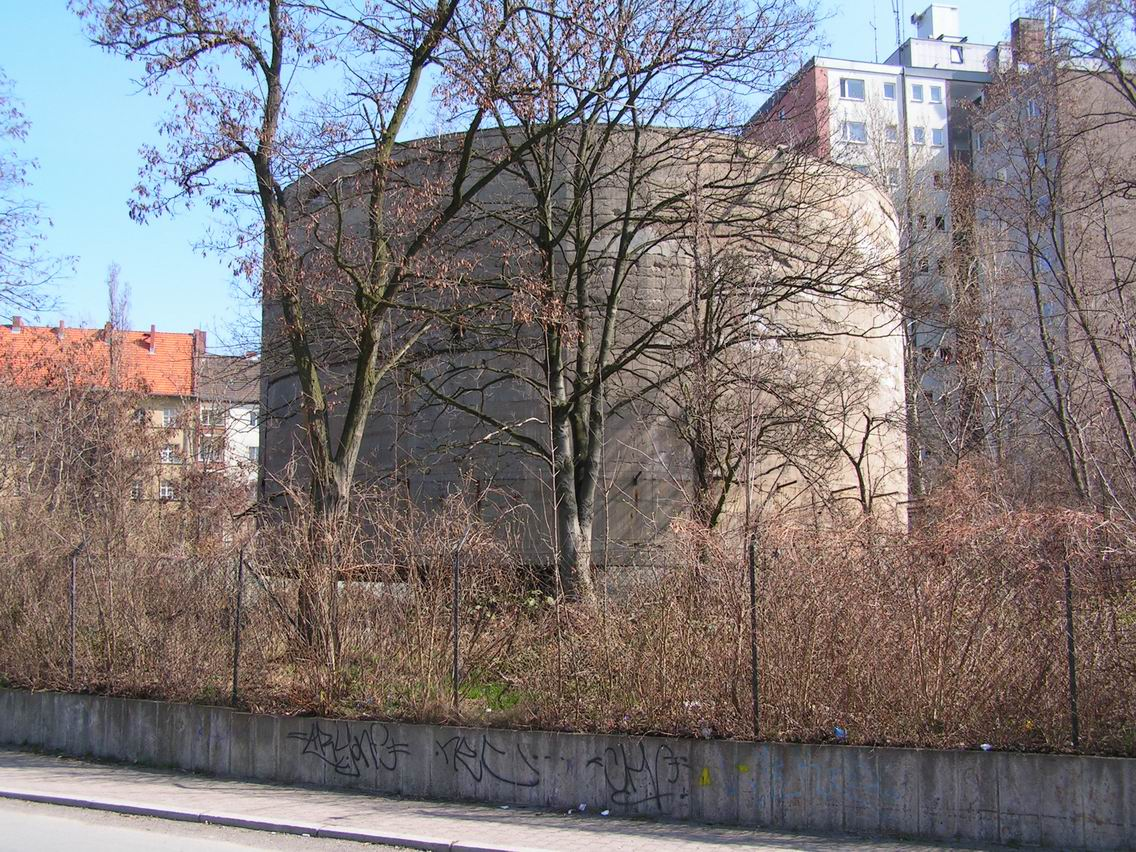
Schwerbelastungskörper

Wątpliwości co do stawiania tak monumentalnych rozmiarów budowli zostały spowodowane położeniem Berlina, który stał na gruntach o charakterze bagnistym. Obawiano się, że tak wielkie budynki będą zapadać się pod własnym ciężarem. W związku z tym zbudowano Schwerbelastungskörper, był to masywny żelbetowy blok, poprzez który planowano sprawdzić szybkość osiadania przyszłych budynków. Założono, że górną granicą osiadania będzie 6 cm, lecz w ciągu trzech lat budowla osiadła o 18 cm. Pomimo tego Hitler nakazał kontynuowanie prac. Schwerbelastungskörper powstał w miejscu, w którym miał stanąć Łuk Triumfalny i istnieje do dziś.

### Wystawa
Zdaniem Alberta Speera, po rozpoczęciu Planu Barbarossa w czerwcu 1941 roku, Hitler spodziewał się całkowitego zwycięstwa w wojnie w 1945 roku. Następnie po ukończeniu wszystkich planów architektonicznych dla Berlina chciał zorganizować Światową Wystawę w Berlinie w 1950 roku.

## W popkulturze
- W powieści Fatherland z 1992 autorstwa Roberta Harrisa pojawia się wizja zwycięstwa Niemiec w II wojnie światowej oraz zrealizowany w pełni Plan Germania. Książka ukazuje Berlin około roku 1964.
- W filmie Upadek Hitler ogląda makietę planowanego centrum Berlina z Wielką Halą włącznie.
- W filmie The Empty Mirror z 1996 Hitler pokazuje obecnym w bunkrze m.in. dzieciom model centrum Berlina i mówi, że to wszystko miało być zbudowane dla nich.
- W serialu telewizyjnym Człowiek z Wysokiego Zamku osadzonym w alternatywnej rzeczywistości roku 1962, akcja kilku scen rozgrywa się w Berlinie zbudowanym na podstawie Planu Germania.